# 約翰尼斯巴赫河 (亞琛)

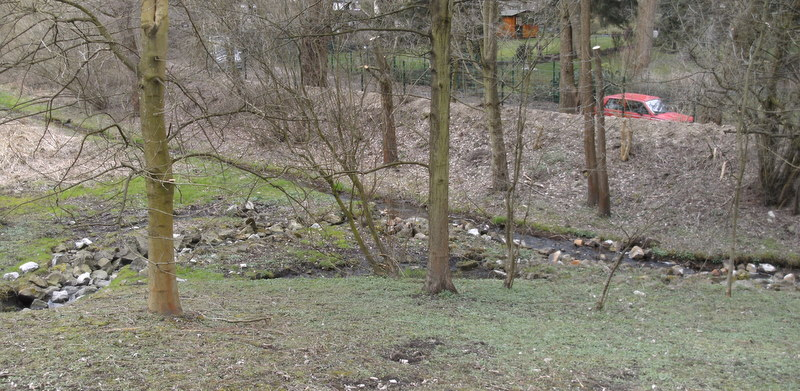
約翰尼斯巴赫河

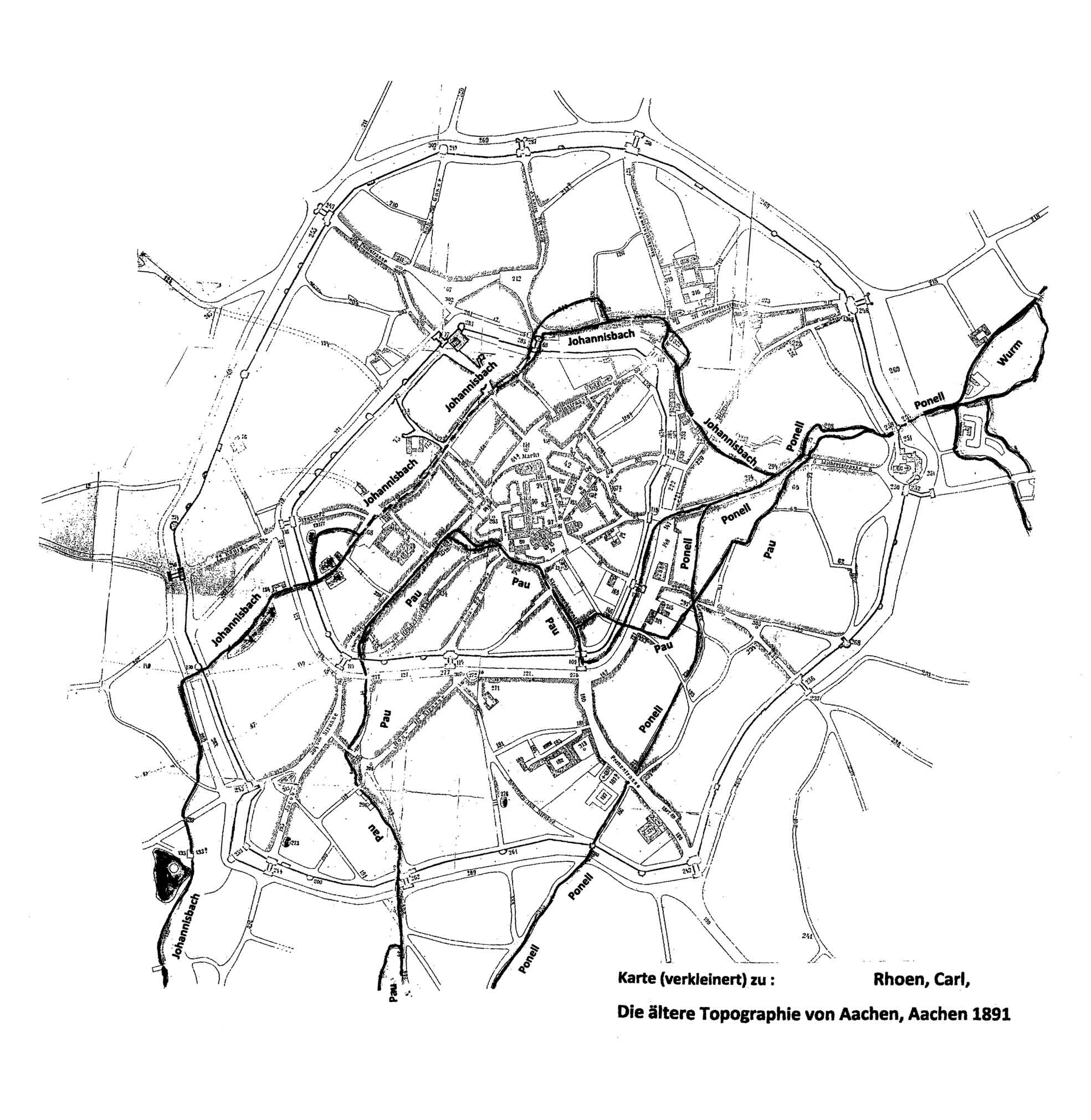
流域圖

50°46′33.65″N 6°5′20.85″E / 50.7760139°N 6.0891250°E
約翰尼斯巴赫河（德語：Johannisbach），是德國的河流，位於該國西部，處於北萊茵-威斯特法倫州，屬於保河的支流，河道全長3.8公里，發源自亞琛。